# Nagroda NIN
Nagroda „NIN” (NIN-ova nagrada) – nagroda literacka przyznawana od 1954 przez belgradzkie czasopismo „NIN”.
Była przyznawana dla najlepszej powieści napisanej w Jugosławii, a obecnie w Serbii. Jej laureat jest ogłaszany w styczniu. Wśród zwycięzców znajduje się pięć kobiet: Dubravka Ugrešić, Svetlana Velmar-Janković, Grozdana Olujić, Gordana Ćirjanić i Ivana Dimić.

## Laureaci
- 2023 – Stevo Grabovac(inne języki) – Poslije zabave[2]
- 2022 – Danica Vukićević(inne języki) – Unutrašnje more[3]
- 2021 – Milena Marković – Deca[4]
- 2020 – Svetislav Basara – Kontraendorfin[5]
- 2019 – Saša Ilić(inne języki) – Pas i kontrabas[6]
- 2018 – Vladimir Tabašević(inne języki) – Zabluda Svetog Sebastijana
- 2017 – Dejan Atanacković(inne języki) – Luzitanija
- 2016 – Ivana Dimić(inne języki) – Arzamas
- 2015 – Dragan Velikić – Islednik
- 2014 – Filip David – Kuća sećanja i zaborava
- 2013 – Goran Gocić(inne języki) – Tai
- 2012 – Aleksandar Gatalica(inne języki) – Veliki rat
- 2011 – Slobodan Tišma(inne języki) – Bernardijeva soba
- 2010 – Gordana Ćirjanić – Ono što oduvek želiš
- 2009 – Grozdana Olujić – Glasovi u vetru
- 2008 – Vladimir Pištalo(inne języki) – Tesla, portret među maskama
- 2007 – Dragan Velikić – Ruski prozor
- 2006 – Svetislav Basara – Uspon i pad Parkinsonove bolesti
- 2005 – Miro Vuksanović(inne języki) – Semolj zemlja
- 2004 – Vladimir Tasić(inne języki) – Kiša i hartija
- 2003 – Vladan Matijević(inne języki) – Pisac izdaleka
- 2002 – Mladen Markov(inne języki) – Ukop oca
- 2001 – Zoran Ćirić(inne języki) – Hobo
- 2000 – Goran Petrović(inne języki) – Sitničarnica "Kod srećne ruke" (wyd. pol. pt. Sklepik „Pod Szczęśliwą Ręką”)
- 1999 – Maksimilijan Erenrajh Ostojić(inne języki) – Karakteristika
- 1998 – Danilo Nikolić(inne języki) – Fajront u Grgetegu
- 1997 – Milovan Danojlić(inne języki) – Oslobodioci i izdajnici
- 1996 – David Albahari – Mamac (wyd. pol. pt. Mamidło)
- 1995 – Svetlana Velmar Janković – Bezdno
- 1994 – Vladimir Arsenijević – U potpalublju (wyd. pol. pt. Pod pokładem)
- 1993 – Radoslav Petković – Sudbina i komentari
- 1992 – Živojin Pavlović – Lapot
- 1991 – Milisav Savić(inne języki) – Hleb i strah
- 1990 – Miroslav Jošić Višnjić(inne języki) – Odbrana i propast Bodroga u sedam burnih godišnjih doba
- 1989 – Vojislav Lubarda(inne języki) – Vaznesenje
- 1988 – Dubravka Ugrešić – Forsiranje romana reke (wyd. pol. pt. Forsowanie powieści-rzeki)
- 1987 – Voja Čolanović(inne języki) – Zebnja na rasklapanje
- 1986 – Vidosav Stevanović – Testament
- 1985 – Živojin Pavlović – Zid smrti
- 1984 – Milorad Pavić – Hazarski rečnik (wyd. pol. pt. Słownik chazarski)
- 1983 – Dragoslav Mihailović(inne języki) – Čizmaši
- 1982 – Antonije Isaković(inne języki) – Tren 2
- 1981 – Pavao Pavličić – Večernji akt
- 1980 – Slobodan Selenić(inne języki) – Prijatelji (wyd. pol. pt. Ci dwaj mężczyźni)
- 1979 – Pavle Ugrinov(inne języki) – Zadat život
- 1978 – Mirko Kovač – Vrata od utrobe (wyd. pol. pt. Drzwi żywota)
- 1977 – Petko Vojnić Purčar(inne języki) – Dom sve dalji
- 1976 – Aleksandar Tišma – Upotreba čoveka
- 1975 – Miodrag Bulatović – Ljudi sa četiri prsta (wyd. pol. pt. Ludzie o czterech palcach)
- 1974 – Jure Franičević Pločar(inne języki) – Vir
- 1973 – Mihailo Lalić – Ratna sreća (wyd. pol. pt. Wojenne szczęście)
- 1972 – Danilo Kiš – Peščanik (wyd. pol. pt. Klepsydra)
- 1971 – Miloš Crnjanski – Roman o Londonu (wyd. pol. pt. Powieść o Londynie)
- 1970 – Borislav Pekić – Hodočašće Arsenija Njegovana (wyd. pol. pt. Pielgrzymka Arsenijego Njegovana)
- 1969 – Bora Ćosić – Uloga moje porodice u svetskoj revoluciji (wyd. pol. pt. Rola mojej rodziny w światowej rewolucji)
- 1968 – Slobodan Novak(inne języki) – Miris, zlato, tamjan (wyd. pol. pt. Mirra, kadzidło i złoto)
- 1967 – Erih Koš(inne języki) – Mreža
- 1966 – Meša Selimović – Derviš i smrt (wyd. pol. pt. Derwisz i śmierć)
- 1965 – Ranko Marinković – Kiklop (wyd. pol. pt. Cyklop)
- 1964 – Oskar Davičo – Tajne
- 1963 – Oskar Davičo – Gladi
- 1962 – Miroslav Krleža – Zastave (wyd. pol. pt. Sztandary)
- 1961 – Dobrica Ćosić – Deobe
- 1960 – Radomir Konstatinović(inne języki) – Izlazak
- 1959 – Nagroda nie została przyznana
- 1958 – Branko Ćopić – Ne tuguj, bronzana stražo
- 1957 – Aleksandar Vučo(inne języki) – Mrtve javke
- 1956 – Oskar Davičo – Beton i svici
- 1955 – Mirko Božić(inne języki) – Neisplakani
- 1954 – Dobrica Ćosić – Koreni (wyd. pol. pt. Korzenie, 1957)